# 2號堪薩斯州州道
2號堪薩斯州州道（英語：Kansas State Highway 2，簡稱K-2）為美国堪薩斯州一條東西向的州级公路，位於巴伯縣、哈珀縣、金曼縣以及索姆奈縣境內。西起巴伯縣哈德納東方5英里處的281號美國國道，東至索姆奈縣蘇佩斯維爾西方1英里處的42號堪薩斯州州道，全長共計61.525英里（99.015）。

## 公路描述
2號堪薩斯州州道起點所在位置位於巴伯縣境內，從公路起點往東方行經約5英里（8.0）可到達基奧瓦，而該地方正是8號堪薩斯州州道北端所在地。該公路的路線在基奧瓦境內轉為南北走向，而後轉回東西走向。該公路隨BNSF鐵路線行進約12英里（19），途中經過黑澤爾頓並進入哈珀縣。該公路之後往東方行進約17英里（27）後到達安東尼，而該地方正是44號堪薩斯州州道西端所在地，而後路線轉為南北走向。2號堪薩斯州州道在安東尼北方6英里處與160号美国国道共線長達4英里（6.4）。2號堪薩斯州州道與160号美国国道的路線在共線起點北方約3英里處轉為東西走向，並且通過哈珀。2號堪薩斯州州道在哈珀東端與160号美国国道分出，160号美国国道維持東西走向，而2號堪薩斯州州道則改走南北走向，而後轉為東北－西南走向。該公路以東北－西南走向行經18英里（29），途中通過金曼縣以及索姆奈縣，最後到達鄰近蘇佩斯維爾的42號堪薩斯州州道，也是該公路的終點所在位置。

## 主要接點
| 巴伯縣                                     |              | 0.000        | 0.000        | 281號美國國道    | 公路西端                |              |              |              |
| 巴伯縣                                     | 基奧瓦       | 4.511        | 7.260        | 8號堪薩斯州州道  | 8號堪薩斯州州道北端     |              |              |              |
| 哈珀縣                                     | 安東尼       | 33.681       | 54.204       | 44號堪薩斯州州道 | 44號堪薩斯州州道西端    |              |              |              |
| 哈珀縣                                     |              | 39.703       | 63.896       | 160號美國國道    | 與160號美國國道共線起點 |              |              |              |
| 哈珀縣                                     | 哈珀         | 42.700       | 68.719       | 14號堪薩斯州州道 | 14號堪薩斯州州道南端    |              |              |              |
| 哈珀縣                                     | 哈珀         | 43.830       | 70.538       | 160號美國國道    | 與160號美國國道共線終點 |              |              |              |
| 金曼縣                                     | 無主要交會點 | 無主要交會點 | 無主要交會點 | 無主要交會點     | 無主要交會點            | 無主要交會點 | 無主要交會點 | 無主要交會點 |
| 索姆奈縣                                   |              | 61.525       | 99.015       | 42號堪薩斯州州道 | 公路東端                |              |              |              |
| 1.000英里＝1.609公里；1.000公里＝0.621英里 |              |              |              |                  |                         |              |              |              |